# Малюшина Дача
Малюшина Дача — деревня в Ступинском районе Московской области в составе Городского поселения Ступино.

## География
Малюшина Дача расположено на юго-западе района, у границы с Серпуховским районом, примерно в полукилометре севернее реки Ока, высота центра деревни над уровнем моря — 127 м. Ближайшие населённые пункты: Кошелевка — в 1,8 км на восток и Прилуки Серпуховского района — в 1,5 км на запад.

## История
Впервые в исторических документах упоминается в начале XX века, как Дача М. Н. и С. Ф. Малюшиных близ деревни Кошелевской, с 1945 года — самостоятельная деревня
До 2006 года входила в Лужниковский сельский округ).

## Население
| 2002 | 2006 | 2010 |
| ---- | ---- | ---- |
| 19   | ↘17  | ↗20  |

## Инфраструктура
На 2016 год в Малюшиной Даче 1 улица —Лесная.